# Norman Schwarzkopf Jr.
H. Norman Schwarzkopf, Jr. ("Stormin' Norman"; 22 tháng 8 năm 1934 – 27 tháng 12 năm 2012) là Đại tướng Tư lệnh Bộ tư lệnh Trung Đông, Quân đội Hoa Kỳ (1988–1991).

## Tiểu sử binh nghiệp
H. Norman Schwarzkopf tốt nghiệp thủ khoa trường Thiếu sinh quân Valley Forge (Valley Forge Military Academy) năm 1952. Ông là một trong 5 sinh viên sĩ quan toàn quốc được nhận vào trường Võ bị Quốc gia Hoa Kỳ West Point qua chương trình tuyển sinh danh dự quân đội (military honor appointment) dành cho các học sinh xuất sắc của các trường thiếu sinh quân tại Hoa Kỳ.
1956 tốt nghiệp trường Võ bị Quốc gia Hoa Kỳ West Point, ra trường ông chọn binh chủng Nhảy dù.
1957 được bổ nhiệm Đại đội phó của đại đội E, chiến đoàn 2/187, sư đoàn 101 Nhảy dù, và thăng cấp Trung úy cùng năm.
1959 bổ nhiệm Trung đội trưởng Trinh sát, Sư đoàn 6 Bộ binh Hoa Kỳ.
1960 bổ nhiệm Tùy viên quân sự cho Đại tướng Charles E. Johnson III, Bộ Tư lệnh Berlin.
1961 được thăng cấp Đại úy, và theo học khoá huấn luyện chiến thuật bộ binh cao cấp (advanced infantry tactics course) tại Fort Benning, Georgia.
1962–1964 được tuyển chọn theo học và tốt nghiệp bằng Cao học Kỹ thuật Hỏa tiễn Điều không (guided missle engineering) tại Đại học USC.
1964 được tuyển vào ban giảng huấn Võ bị Quốc gia Hoa Kỳ và trở lại West Point giảng dạy.
1965 tình nguyện sang Việt Nam, phục trong Đội 162, Bộ Tư lệnh Yểm trợ Quân sự Việt Nam (MACV Team 162). Đội 162 gồm các cố vấn thuộc binh chủng Nhảy dù Hoa Kỳ, và được bổ nhiệm về Tiểu đoàn 7 Nhảy dù, Lữ đoàn Nhảy dù của Quân Lực Việt Nam Cộng Hòa.
1965–1966 tham chiến trong các trận Pleiku, Đức Cơ, Ia Drang, Bồng Sơn, Tam Kỳ; là cố vấn trưởng cho Trung tá Ngô Quang Trưởng trong chiến dịch Ia Drang năm 1966 và được thăng cấp Thiếu tá; được tưởng thưởng 2 Anh dũng Bội tinh với ngôi sao sao bạc và 3 Anh dũng Bội tinh với ngôi sao đồng.
1967 trở lại West Point giảng dạy ngành bộ binh.
1968 được tuyển chọn theo học khóa Tham mưu Trung cấp (Command and General Staff College) tại Fort Leavenworth, Kansas và được thăng cấp Trung tá cùng năm.
1969, tình nguyện trở lại Việt nam, và được bổ nhiêm Tiểu đoàn trưởng Tiểu đoàn 1/6, Lữ đoàn 198, Sư đoàn 23 Bộ binh Hoa Kỳ.
1970 trở lại Hoa Kỳ và phục vụ trong tại Phòng 1 Bộ Tổng tham mưu Quân lực Hoa Kỳ, Khối Bộ binh, tại Ngũ Giác Đài.
1972 được tuyển chọn vào Trường Cao đẳng Lục quân Hoa Kỳ (US Army War College).
1974 được thăng cấp Đại tá, và được bổ nhiệm Lữ đoàn phó Lữ đoàn 172 Bộ binh thuộc Bộ Tư lệnh Alaska.
1976 được bổ nhiệm Lữ đoàn trưởng Lữ đoàn 1, Sư đoàn 9 Bộ binh và thăng cấp Chuẩn tướng.
1978 được bổ nhiệm Chỉ huy phó Phòng 3 Bộ Tư lệnh Thái Bình Dương (U.S. Pacific Command).
1980 được bổ nhiệm Tư lệnh phó Sư đoàn 8 Bộ binh Thiết vận (8th Mechanized Infantry Division).
1983 được thăng cấp Thiếu tướng và được bổ nhiệm Tư lệnh Sư đoàn 24 Bộ binh Thiết vận (24th Mechanized Infantry Division), thuộc Quân đoàn 18 Nhảy dù (XVIII Airborne Corps), Bộ Tư lệnh Trung Đông Quân lực Hoa Kỳ (US Central Command).
1984, được bổ nhiệm Tư lệnh phó Chiến Đoàn đặc nhiệm thủy bộ đổ bộ vào Grenada giải cứu các con tin Mỹ. Sau chiến dịch Grenada được thăng cấp Trung tướng.
1986 được bổ nhiệm Quân đoàn trưởng Quân đoàn I, với bộ tư lệnh tại Fort Lewis, Washington.
1987 được bổ nhiệm Tham mưu phó Lục quân (Army's Deputy Chief of Staff).
1988 được thăng cấp Đại tướng và nhận chức Tư lệnh Bộ Tư lệnh Trung Đông Quân lực Hoa Kỳ.
1991 chỉ huy lực lượng Đồng Minh trong chiến Tranh vùng Vịnh (Gulf War) và trong vòng 4 ngày, đánh tan toàn bộ quân đội Iraq, bắt sống hơn 60.000 tù binh, giải phóng Kuwait. Với chiến công vùng Vịnh, được nhận rất nhiều huy chương của quân lực Mỹ và các nước đồng minh, gồm Anh, Pháp, Mỹ, và một số nước Trung Đông. Sau chiến thắng, từ chối không nhận chức vụ Tư lệnh Quân đội Hoa Kỳ và về hưu cùng năm.